# 東藤原村
東藤原村（ひがしふじわらむら）は三重県員弁郡にあった村。現在のいなべ市藤原町の南東端にあたる。

## 地理
- 河川：員弁川、多志田川

## 歴史
- 1889年（明治22年）4月1日 - 町村制の施行により、東禅寺村・石川村・下野尻村・西野尻村の区域をもって発足。
- 1955年（昭和30年）4月3日 - 西藤原村・白瀬村・立田村・中里村が合併して藤原村が発足。同日東藤原村廃止。

## 交通

### 鉄道路線
- 三岐鉄道
  - 三岐線
    - 東藤原駅 - 西野尻駅